# Rompecabezas

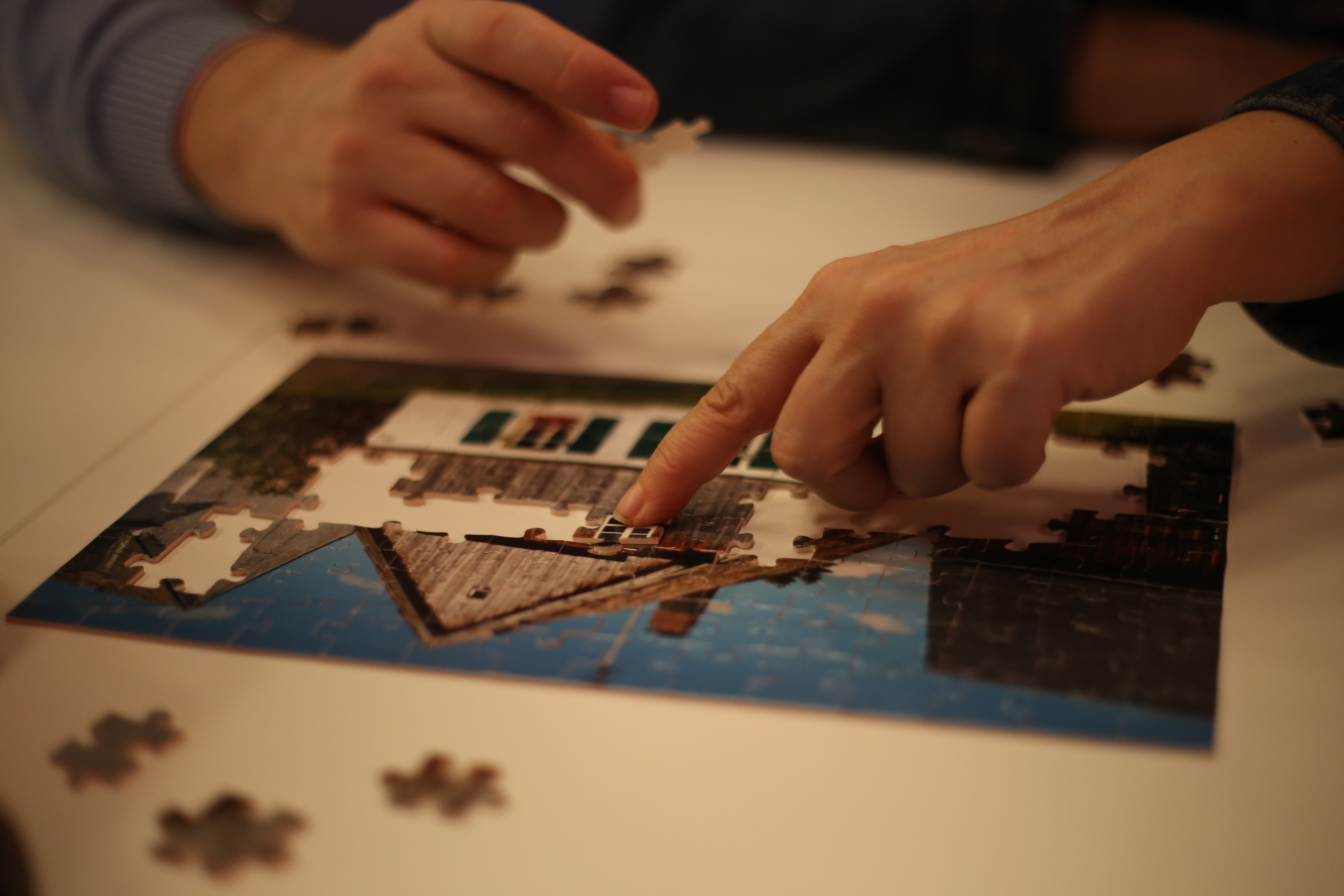
Dos personas resolviendo un rompecabezas.

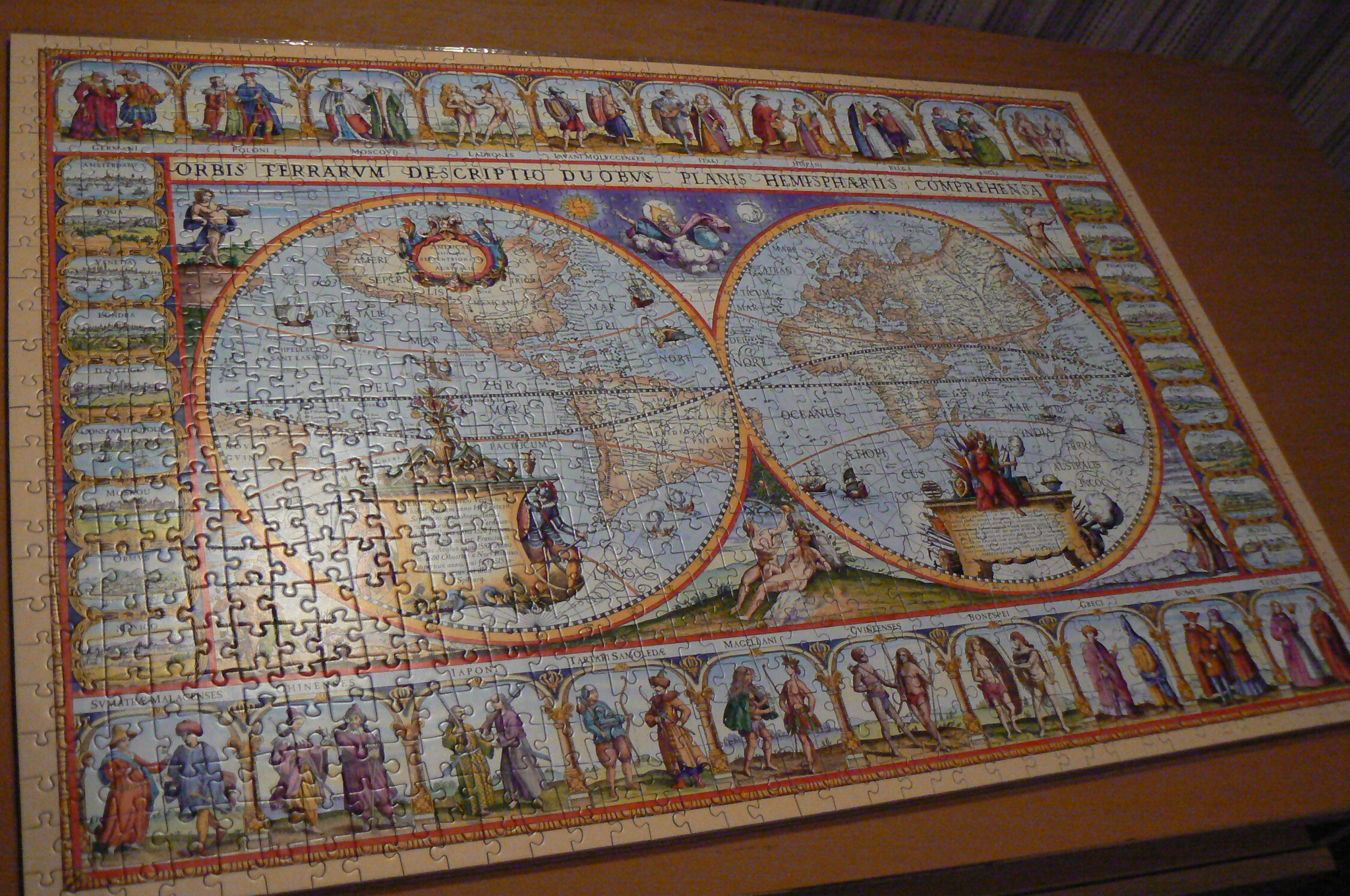
Un rompecabezas de un mapa histórico.

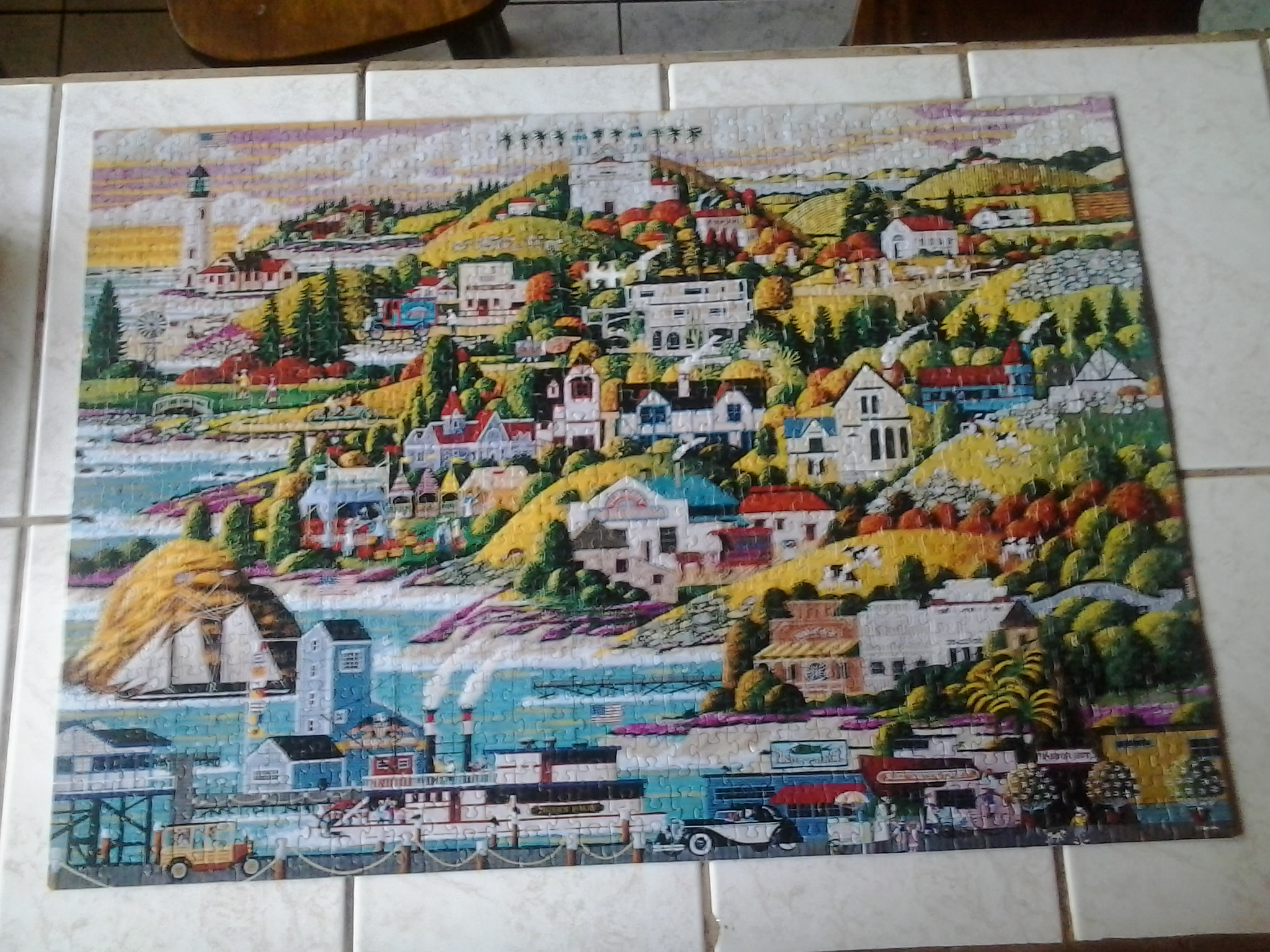
Un rompecabezas de la frontera entre Estados Unidos y México.

Un rompecabezas es un juego de mesa cuyo objetivo es formar una figura combinando correctamente las partes de esta, que se encuentran en un cierto número de pedazos o piezas planas.

## Historia

### Inicios
El primer rompecabezas fue creado por John Spilsbury en 1760, un experto en el diseño de mapas. Lo hizo al montar uno de los mapas que había creado sobre un tablero de madera dura, recortándolo alrededor de las fronteras de los países.
Esta creación fue usada en Gran Bretaña como pasatiempo educativo, inicialmente para enseñar geografía a los niños. La idea de su uso exclusivo en la enseñanza perduró hasta cerca de 1820.

### SigloXX
Alrededor de 1900 nacieron los rompecabezas artísticos para adultos. Aquellos rompecabezas en madera cortados a mano se convirtieron rápidamente en uno de los entretenimientos favoritos de la alta sociedad.
Era costumbre deslumbrar a las visitas con estos originales y elegantes pasatiempos, que por su singular belleza y exclusividad, pasaron a formar parte de la herencia y tradición familiar.
Aquellos rompecabezas cortados a mano tenían un estilo peculiar llamado “push-fit”, empujar-colocar, por la manera en que debían ser montados: al seguir el corte, los contornos de la imagen y las áreas de color, las piezas, desprovistas de pomos, no se ensamblaban entre sí como en los rompecabezas comerciales de hoy en día, sino que se acoplaban unas a otras de la forma más sutil. Así, los montadores, debían tener sumo cuidado, ya que un movimiento repentino o hasta un estornudo podían echar por tierra el paciente trabajo de toda una tarde.
Los rompecabezas artísticos para adultos, a diferencia de los infantiles, no incluían una imagen que sirviera de guía al montador, que debía contentarse con la sugerente referencia del título antes de sentarse a resolver el enigma tras el cual el artesano cortador había escondido el cuadro.
Este era uno de sus alicientes y atractivos fundamentales: ir desvelando poco a poco, construyendo paso a paso la obra de arte oculta, una obra de arte a la que, una vez resuelto el rompecabezas le habremos prestado una intensa atención que nos hará conocer hasta sus más recónditos detalles.
Los rompecabezas de 1900, donde las piezas más que encajarse se colocaban unas junto a otras, constituían un verdadero reto y se convirtieron en un absorbente pasatiempo.
En la actualidad siguen siendo los más apreciados por aquellos para los que la elegancia, la dificultad y la delicadeza son el aliciente fundamental que prolonga el placer de reconstruir y descubrir la imagen oculta.
En la primera década del siglo XX, un famoso fabricante de juguetes estadounidense decidió dedicar toda su producción a los rompecabezas artesanales de madera e introdujo unas variaciones muy bien acogidas por el público: las piezas figurativas y los pomos.
Los pomos permitían que las piezas se ensamblasen entre sí, haciendo que el rompecabezas no se desmontase fácilmente, y ofreciendo la posibilidad de que las piezas adoptasen nuevas formas. 
Las piezas figurativas, siluetas de animales, personas u objetos reconocibles, generaron gran fascinación y sorpresa entre los aficionados; no solo ponían de relieve la destreza e imaginación del cortador, sino que, además, añadían misterio y exclusividad a un juego que ya se había elevado a la categoría de obra de arte.
La experimentación y creación de nuevas formas de corte artístico a lo largo del siglo XX no cesaron, y los mejores artesanos introdujeron novedades como los bordes irregulares, falsas esquinas, y distintas maneras de retar aún más a los aficionados.
Sin embargo, aunque unos pocos artesanos han desarrollado y mantenido viva la tradición del rompecabezas adulto de madera cortado a mano, este es un pasatiempo que guarda en sí todo el sabor de otros tiempos.

### Rompecabezas moderno
En 1762 el londinense John Spilsbury fabricó el primero prácticamente de forma casual. Spilsbury pegó uno de sus mapas sobre un panel de madera dura, recortándolo de acuerdo con las fronteras de los países con una sierra de marquetería. De esta forma comenzó accidentalmente la historia del rompecabezas moderno. El producto final, novedoso en su época e inicialmente costoso de fabricar, se convirtió gradualmente en un pasatiempo educativo popular, diseñado como herramienta didáctica para enseñar geografía a los escolares británicos. Un siglo más tarde, Milton y McLaughlin Bradley comenzaron a fabricarlos en serie.
También se denomina rompecabezas a un problema o un acertijo que resulta difícil de solucionar; así como a algunos tipos de pasatiempos.

## En videojuegos
En lo referente al ámbito de los videojuegos, un rompecabezas lo constituye cualquier problema que se presenta cuya solución se basa exclusivamente en la resolución de una prueba de habilidad. En este mismo ámbito, un rompecabezas también consiste a su vez en la concatenación de diversos objetivos intermedios durante el transcurso de un juego que puede pertenecer a otra categoría diferente como la aventura, la estrategia, la acción o el rol. Ejemplo: El Profesor Layton y la Villa Misteriosa.

## Rompecabezas físicos y mecánicos

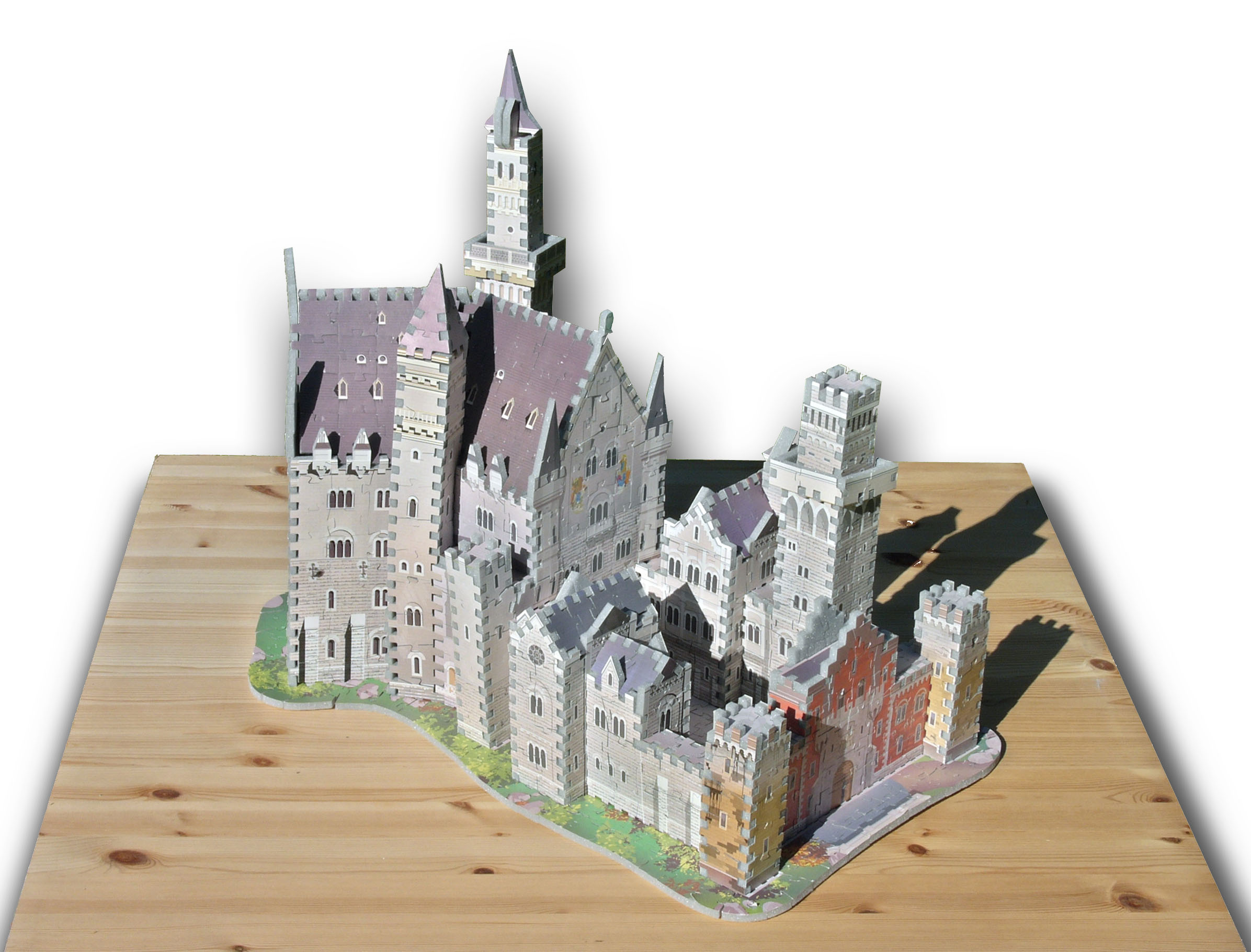
Réplica del Neuschwanstein en formato de un romprecabezas 3D.

En cuanto a los rompecabezas mecánicos o manuales, además del Loculus de Arquímedes, llamado también Stomachion ('problema para volverse loco'), destacan los que inventó John Spilsbury hacia 1760 como juego educativo, que se encuentran entre los ejemplos más famosos de esta clase. El tangram chino, popular desde 1800, emplea siete piezas de forma geométrica, cortadas a partir de un cuadrado, para formar unas posibilidades de siluetas muy sugerentes de personas, animales y cosas.
Del siglo XVII datan las primeras cerraduras con truco o de combinaciones para burlar a los ladrones. A finales del siglo XIX, las indias norteamericanas usaban monederos trucados para guardar el dinero y los dados de juego.
En 1800, el vendedor de juguetes alemán Bestelmeier vendía piezas de madera que se encajaban en forma de cruz, y desde 1970 se han diseñado cientos de rompecabezas o rompecabezas poliédricos.
El pentónimos, es otro rompecabezas tradicional, que utiliza piezas compuestas por la unión de 5 dados en un único plano y que permite un elevado número de combinaciones para crear distintas figuras.
En la década de 1990 se comercializaron los primeros rompecabezas 3D (inventados en Canadá por Paul Gallant en 1991), que extendieron al montaje de modelos de figuras tridimensionales (como edificios famosos, o diversas imágenes plasmadas sobre una esfera) el concepto tradicional del rompecabezas plano.

## Beneficios mentales
Fortalece las conexiones entre nuestras células cerebrales y formando otras nuevas, por lo que son una excelente manera de mejorar la memoria a corto plazo. Al usar nuestra memoria en el proceso de completar el rompecabezas cuando memorizamos formas, tamaños y piezas y visualizamos dónde encajan. La investigación ha demostrado que el crecimiento de nuevas conexiones cerebrales que se forman ayuda a minimizar el daño cerebral en pacientes con demencia.

## Rompecabezas famosos
- Cubo de Rubik
- Cubo  Soma
- Pentaminó
- Sokoban
- Tangram
- Torres de Hanói
- Puzzle Eternidad